# Ngày Quốc tế Nam giới
Ngày Quốc tế Nam giới (còn gọi là Ngày Quốc tế Đàn ông) là một sự kiện quốc tế được tổ chức vào ngày 19 tháng 11 hàng năm. Ngày này được bắt đầu vào năm 1999 ở Trinidad và Tobago và được Liên Hợp Quốc ủng hộ, và nhận được sự ủng hộ của các nhóm nam giới ở Mỹ, châu Âu, châu Á, châu Phi và vùng Caribe. Mục đích của Ngày quốc tế nam giới là tập trung vào sức khoẻ của nam giới và trẻ em nam, cải thiện quan hệ giữa các giới, thúc đẩy bình đẳng giới và làm nổi bật vai trò của nam giới. Đây là dịp để nam giới nêu bật sự phân biệt đối xử với họ và để kỷ niệm những thành tựu và đóng góp của mình, đặc biệt là đóng góp đối với cộng đồng, gia đình, hôn nhân và chăm sóc con cái.
Ngày Quốc tế Nam giới được tổ chức tại trên 170 quốc gia, trong số đó có Trinidad và Tobago, Jamaica, Australia, Ấn Độ, Mỹ, Úc, Canada, Singapore, Vương quốc Anh, Áo, Đan Mạch, Nam Phi,  Malta vào ngày 19 tháng 11 và nhận được sự ủng hộ trên toàn cầu. Từ những năm đầu của  Thập niên 2020, ngày kỷ niệm này bắt đầu được du nhập vào Việt Nam. 
Ngày Thiếu nhi Thế giới kế tiếp Ngày Quốc tế Nam giới vào 20 tháng 11 tạo ra một lễ kỷ niệm 48 giờ của nam giới và trẻ em tương ứng trong thời gian đó vai trò người lớn đóng góp tích cực trong cuộc sống của trẻ em và được công nhận.

## Mục tiêu
Theo các nhà tổ chức, Ngày Quốc tế Nam giới được kỷ niệm để làm chú ý đến sự phân biệt đối xử đối với nam giới và trẻ em trai trong các lĩnh vực y tế, luật gia đình, giáo dục và truyền thông, cũng như để vinh danh những thành tựu tích cực và đóng góp của nam giới. Trong những năm gần đây, nhân dịp ngày Quốc tế Nam giới, trong số những sự kiện khác, còn có hội thảo, sự kiện trong trường học, các chương trình phát thanh và truyền hình, các cuộc biểu tình hòa bình, tranh luận, thảo luận và triển lãm nghệ thuật được tổ chức. Theo người sáng lập của ngày này, Ngày Quốc tế Nam giới không có nghĩa là để cạnh tranh với ngày Quốc tế Phụ nữ, mà nhằm phục vụ mục đích nêu bật và trao đổi kinh nghiệm của nam giới. Mỗi năm, một chủ đề riêng lại được giới thiệu, chẳng hạn như trong năm 2002 là "hòa bình", năm 2003 là "sức khỏe nam giới", năm 2007 là "chữa lành và tha thứ" và  trong năm 2009 là "hình mẫu vai trò nam tích cực." Những người tham gia không bắt buộc phải chấp nhận những chủ đề này mà được tự do tạo tiêu chí cho riêng mình, mà phù hợp nhất với nhu cầu của họ và lợi ích tương ứng.
Trong năm 2009, các mục tiêu sau đây được đề ra, như một cơ sở cho Ngày của nam giới quốc tế đã được thiết lập:
- Thúc đẩy hình mẫu vai trò nam giới; không chỉ là theo các ngôi sao điện ảnh và các vận động viên, mà còn là người lao động bình thường, người có cuộc sống đàng hoàng và chân thật.
- Chào mừng sự đóng góp tích cực mà những người đàn ông đã đóng góp cho xã hội, cộng đồng, gia đình, hôn nhân, chăm sóc trẻ em và môi trường.
- Tập trung vào sức khỏe của nam giới và hạnh phúc trong xã hội, tình cảm, thể chất và tinh thần.
- Nêu bật những phân biệt đối xử đối với nam giới trong các lĩnh vực hoạt động xã hội, môi trường xã hội và nêu rõ những kỳ vọng cũng như quyền lợi.
- Cải thiện quan hệ giới và thúc đẩy bình đẳng.
- Cùng kiến tạo một thế giới an toàn hơn, tốt hơn, trong đó những người đàn ông được an toàn và có thể phát triển được đầy đủ tiềm năng của họ.[20]

## Chủ đề
Cũng như 6 mục tiêu được đề ra thì mỗi năm Ngày Quốc tế Nam giới sẽ được các điều phối viên thế giới đề xuất những chủ đề khác nhau:
- 2011: "Mang đến cho các chàng trai khởi đầu tốt nhất có thể trong cuộc sống."[21]
- 2012: "Giúp cho nam giới và trẻ em trai sống lâu hơn, hạnh phúc hơn và khỏe mạnh hơn."[22][23]
- 2013: "Giữ an toàn cho nam giới và trẻ em trai."[24]
- 2014: "Cùng nhau làm việc với nam giới và trẻ em trai."[25]
- 2015: "Làm để mở rộng lựa chọn sinh sản cho nam giới."[26]
- 2016: "Phái mạnh, đừng tự tử!"[27][28]
- 2017: "Tôn vinh nam giới và trẻ em trai trong tất cả sự đa dạng."[29]
- 2018: "Hình mẫu nam giới tích cực."[30]
- 2019: "Tạo sự khác biệt cho nam giới và trẻ em nam."[31]
- 2020: "Sức khỏe tốt hơn cho nam giới và trẻ em nam."[32]
- 2021: "Quan hệ giữa nam giới và nữ giới tốt đẹp hơn."[33]
- 2022: "Hỗ trợ nam giới và trẻ em nam."[34] Tại Úc là #MakeTime4Mates[35] hoặc "Đàn ông gương mẫu."[36]
- 2023: "Không có nam giới tự sát". Ở Vương quốc Anh, các chủ đề tiếp tục là hỗ trợ sức khỏe của nam giới và trẻ em trai (#supportingmenandboys), hỗ trợ các tổ chức từ thiện dành cho nam giới (#supportingmenscharities) và tích cực về nam giới, nam tính và những người cha.[37]

## Ảnh hưởng

### Châu Phi
| Quốc gia | Lần đầu tiên tổ chức | Nội dung |
| -------- | -------------------- | --- |
| Botswana | 2011                 | Ngày Quốc tế Nam giới được khai mạc tại Botswanavào năm 2011 bởi điều phối viên Geneuvieve Twala.                                                                                              |
| Burundi  | 19 tháng 11 năm 2012 | Vào ngày 19 tháng 11 năm 2012, Burundi lần đầu tiên cùng với thế giới kỷ niệm Ngày Quốc tế Nam giới, khi Hiệp hội Bảo vệ Đàn ông Đau khổ (APHD Burundi) lên án bạo lực do vợ gây ra cho chồng. |
| Nam Phi  | 6 tháng 12 năm 2008  | Sự kiện này được tổ chức vào ngày 6 tháng 12 năm 2008, có sự tham gia của Tuần hành nam giới vì hòa bình và công lý.                                                                           |

### Châu Mỹ
| Quốc gia | Lần đầu tiên tổ chức | Nội dung |
| -------- | -------------------- | --- |
| Cuba     | 19 tháng 11 năm 2011 | Cuba đã tổ chức buổi quan sát Ngày Quốc tế Nam giới lần đầu tiên vào ngày 19 tháng 11 năm 2011. |
| Canada   | 19 tháng 11 năm 2009 | Được tổ chức nhỏ lẻ ở 3 thành phố Vancouver, Oshawa và Winnipeg. |
| Grenada  | 19 tháng 11 năm 2010 | Năm 2010, trong phiên họp toàn thể của cuộc họp lần thứ 35 của Ủy ban Phụ nữ Liên Mỹ (CIM), Đại sứ Gillian Bristol đã trình bày một báo cáo quốc gia nhắc lại cam kết của Grenada đối với bình đẳng giới và quyết định kỷ niệm Ngày Quốc tế Nam giới với nhiều hoạt động khác nhau. |
| Hoa Kỳ   | 12 tháng 10 năm 2012 | Các bang sau đã công nhận Ngày Quốc tế Nam giới: Pennsylvania, New York, Iowa, Illinois, Virginia, Hawaii, Florida, California, Arizona, Alabama và Michigan. Ngoài ra, các thành phố sau cũng đã công nhận ngày lễ: Washington, DC.; Dallas, Texas ; Atlanta, Gruzia.              |

### Châu Á
| Quốc gia   | Lần đầu tiên tổ chức                                              | Nội dung |
| ---------- | ----------------------------------------------------------------- | --- |
| Trung Quốc | 8 tháng 3 năm 2003 (được đề cập) 19 tháng 11 năm 2010 (Hồng Kông) | Năm 2003, một tạp chí thời trang của Trung Quốc đã đề xuất ngày 3 tháng 8 là ngày Quốc tế Nam giới, tương ứng với ngày Quốc tế Phụ nữ được tổ chức vào ngày 8 tháng 3. Tạp chí tuyên bố đã đệ trình một đề xuất lên UNESCO. Kể từ đó, cứ đến tháng 8 hàng năm, chủ đề về "Ngày đàn ông" lại được bàn luận sôi nổi trên Internet. |
| Ấn Độ      | 19 tháng 11 năm 2007                                              | Sự kiện ở Ấn Độ được Tổ chức hàng đầu về Quyền nam giới của Gia đình Ấn Độ tổ chức vào ngày 19 tháng 11 năm 2007. |
| Pakistan   | 19 tháng 11 năm 2010                                              | Một tổ chức Nhân quyền ở Pakistan đã tổ chức Ngày Quốc tế Nam giới tại Muzaffargarh vào năm 2010. |
| Singapore  | 19–21 tháng 11 năm 2018                                           | Năm 2008, Ngày Quốc tế Nam giới được diễn ra ở Singapore từ ngày 19–21 tháng 11. Năm 2009, Hội đồng Gia đình Quốc gia đã phát động phong trào Những ông bố vì cuộc sống ở Singapore để ủng hộ vai trò đồng nuôi dạy con cái của nam giới.                                                                                        |

### Châu Âu
| Quốc gia | Lần đầu tiên tổ chức              | Nội dung |
| -------- | --------------------------------- | --- |
| Đan Mạch | 19 tháng 11 năm 2010 (tự tổ chức) | Nam giới ở Đan Mạch đã thành lập một nhóm dự định tổ chức lễ kỷ niệm Ngày Quốc tế Nam giới của riêng họ vào ngày 19 tháng 11 năm 2010. Người sáng lập tuyên bố, "Chúng tôi muốn nhân cơ hội này để quảng bá những người đàn ông bình thường hàng ngày sống trong sạch, trung thực và đóng góp tích cực cho xã hội." |
| Pháp     | 19 tháng 11 năm 2010              | Tại Pháp, Discovery Channel đã phát động cuộc thi mọc ria mép nhân Ngày Quốc tế Nam giới 2010, với giải thưởng được trao cho những người chiến thắng vào ngày 19 tháng 11. Những người chiến thắng trong cuộc thi được quyết định bởi cuộc bỏ phiếu công khai của công chúng.                                       |
| Hungary  | 19 tháng 11 năm 2009              | Nhà văn Marie Clarence đã tuyên bố tổ chức sự kiện. Lễ kỷ niệm được tổ chức tại Budapest và Chủ tịch Ủy ban Văn hóa UNESCO Hungary Michael Hoppal đã có bài phát biểu khai mạc. |
| Ý        | 19 tháng 11 năm 2009              | Vào tháng 11 năm 2009, luật sư Giorgio Ceccarelli tuyên bố rằng Ngày Quốc tế Nam giới được chính thức công nhận trong tất cả các tổ chức của Ý. |
| Ukraina  | 16 tháng 11 năm 2012              | Vào ngày 16 tháng 11 năm 2012, Thông tấn xã Ukraine đã tổ chức sự kiện 'Gặp gỡ báo chí' với chủ đề "Ngày Quốc tế Nam giới: Các khía cạnh của Sức khỏe và Tuổi thọ." |

### Châu Đại Dương
| Quốc gia    | Lần đầu tiên tổ chức | Nội dung |
| ----------- | -------------------- | --- |
| Úc          | 19 tháng 11 năm 2003 | Một số người Úc đã tổ chức lễ kỷ niệm vào ngày 19 tháng 11 kể từ năm 2003. Năm 2008, Tổ chức Dads4Kids ở quốc gia này cho biết, "những người đàn ông hy sinh hàng ngày tại nơi làm việc, trong vai trò là người chồng và người cha, vì gia đình, bạn bè, cộng đồng và quốc gia của họ." |
| New Zealand | 2018 (tự quảng bá)   | Vào năm 2018, một nhóm nhỏ đã quảng bá ngày nam giới ở New Zealand. Tuy nhiên, không có sự ủng hộ chính thức nào từ chính phủ New Zealand. |